# Regiones de Michoacán
Las regiones de Michoacán, en México, son espacios con características naturales, económicas, sociales y culturales semejantes que le dan una identidad y la distinguen de otras. A lo largo de los años se han propuesto varias formas de dividir la entidad, pero en general se hace uso de la regionalización socioeconómica, turística, histórica y geocultural.

## Regiones socioeconómicas
Las regiones socioeconómicas del estado de Michoacán son divisiones en las que los municipios de la entidad están integrados, con el objetivo de planeación de acciones, promover el desarrollo y satisfacer las necesidades de la población. 
La Secretaría de Planeación y Desarrollo del Gobierno de Michoacán fue la encargada de regionalizar el estado, por lo que agruparon a los ciento trece municipios en diez regiones, considerando su proximidad geográfica y las cuencas hidrográficas del estado.
| Región          | Población |
| --------------- | --------- |
| Lerma-Chapala   | 619 450   |
| Bajío           | 452 673   |
| Cuitzeo         | 1 173 150 |
| Oriente         | 632 511   |
| Tepalcatepec    | 393 170   |
| Purépecha       | 608 476   |
| Pátzcuaro       | 220 840   |
| Tierra Caliente | 204 704   |
| Costa           | 280 410   |
| Infiernillo     | 155 462   |
| Total           | 4 748 846 |

## Regiones

Regiones de Michoacán de acuerdo con el Marco Geoestadístico Municipal, 2005.

En Michoacán existen seis regiones diferentes, aunque hay autores que proponen algunas más:

### Región Centro
Posee lagunas como Pátzcuaro, Zirahuén en los que se practica la pesca, el turismo y las artesanías son su principal actividad económica.

### Región Ciénega
Presenta valles y cuencas que suelen inundarse en temporada de lluvias formando ciénegas. Es una región muy fértil por su cercanía con el Lago de Chapala y la cuenca Lerma-Chapala-Santiago, su principal actividad económica es la agricultura, pero también la ganadería.

### Región Costa
De clima cálido, posee hermosas playas vírgenes que las convierten en atractivo turístico. La principal actividad económica es la pesca. En esta región también se encuentra el puerto de Lázaro Cárdenas y el complejo siderúrgico de Las Truchas, en el cual se manufactura hierro y acero.

### Región Occidente
Su geografía es montañosa y posee un clima templado, se caracteriza por la producción de aguacate. Su principal actividad económica es la agricultura, alberga a la segunda ciudad más poblada del estado: Uruapan. En las zonas urbanas predominan las actividades industriales y de servicios, pero en la región coexisten pueblos de famosa tradición artesanal, por ejemplo, Paracho destaca por la elaboración de guitarras.

### Región Oriente
Su topografía es montañosa, con clima templado; se caracteriza por la migración de la mariposa monarca y posee antiguos pueblos mineros como Tlalpujahua y  Angangueo.

### Región Tierra Caliente
Es una región de grandes valles y mesetas de climas secos y cálido. Sus principales actividades económicas son la ganadería y la agricultura, especialmente la de melón, la sandía y el ajonjolí.

## Regiones geoculturales

Regiones geoculturales.

Michoacán está conformado por nueve regiones geoculturales las cuales son:
- Región Central (Bajío Moreliano)
- Valles de Zamora (Bajío Zamorano)
- Montañas Occidentales
- Mil Cumbres
- Ladera del Sur
- Depresión del Balsas
- Plan de Tierra Caliente (Depresión del Tepalcatepec)
- Sierra Madre del Sur
- Pacífico y Bajos

## Regiones turísticas

Regiones turísticas de Michoacán, junto con sus zonas de impacto (en color más claro).

Michoacán es un estado que cuenta con grandes riquezas culturales, arquitectónicas, gastronómicas, históricas, naturales y turísticas, todas ellas distribuidas en siete regiones.Anteriormente solamente eran seis: Costa (Lázaro Cárdenas), Morelia, Lacustre (Pátzcuaro), País de la Monarca (Zitácuaro), Uruapan y Zamora.

### Región Apatzingán

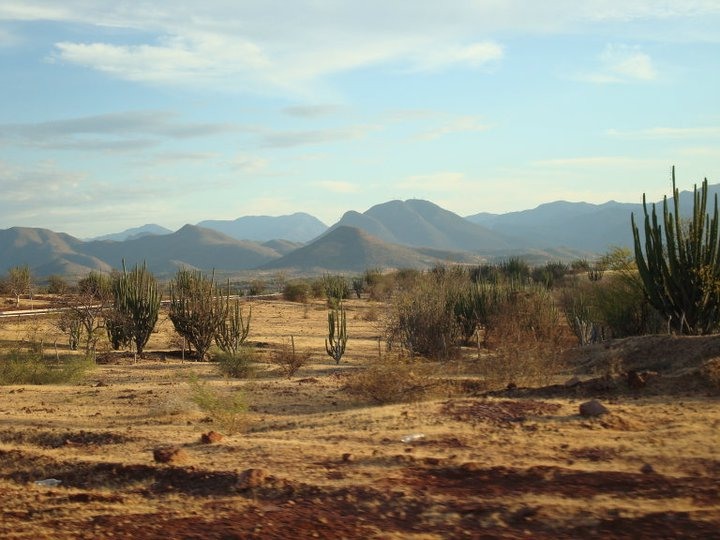
Valle de Churumuco.

La Región Apatzingán se ubica en la Tierra Caliente, una región surcada por la Sierra Madre Occidental. Apatzingán es la ciudad más poblada de esta región, y una ciudad que forjó su lugar en la historia de México. Fue aquí donde Morelos firmó la primera constitución de México, en plena guerra de Independencia. La Casa de la Constitución atestigua este acontecimiento histórico, que se festeja el 22 de octubre. 
Varios balnearios en Apatzingán y Taretan ofrecen un respiro al calor y son muy populares entre las familias de la región.
Para comer, prueben los tradicionales uchepos y corundas michoacanos, el aporreadillo y la morisqueta. La talabartería es una rama artesanal muy trabajada en esta región tradicionalmente agrícola.
A esta región pertenecen los municipios de: Apatzingán, Parácuaro, Huacana, Nuevo Urecho, Tepalcatepec, Buenavista y Churumuco de Morelos.

### Región Costa o Playas de Michoacán
Michoacán posee más de 200 km de costa en el Océano Pacífico. Una región de playas vírgenes, altos acantilados, increíbles esteros y comunidades indígenas de pescadores. Una costa para sentirse en pleno contacto con la naturaleza. 
La ciudad más importante de la Región Costa es Lázaro Cárdenas, uno de los principales puertos de mercancías del Pacífico mexicano. Una ciudad que, a pesar de su origen industrial, es la puerta a algunas de las mejores playas de la costa michoacana como son la cercana Playa Azul o Caleta de Campos.

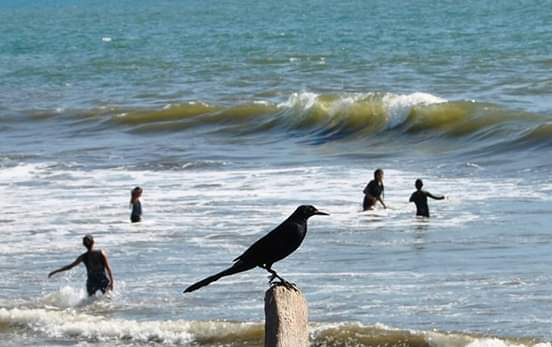
Playa de Coahuayana.

Las playas michoacanas son el lugar elegido cada año por miles de tortugas para aparearse y desovar. Gracias a un intenso trabajo de concientización, las propias comunidades indígenas protegen los santuarios y los campamentos tortugueros como los de Colola o Ixtapilla, donde el visitante puede participar de las actividades que se organizan cada temporada para liberar las tortugas recién nacidas al mar. En las comunidades se elaboran artesanías con conchas y fibras vegetales.
Playas como La Ticla o Nexpa son aptas para los aficionados al surf.
En la costa pueden probarse los pescados y mariscos. También el coco, que se utiliza tanto en los postres como en las salsas.
A esta región pertenecen los municipios de: Lázaro Cárdenas, Coahuayana y Aquila.
La Región Apatzingán se ubica en la Tierra Caliente, una región surcada por la Sierra Madre Occidental. Apatzingán es la ciudad más poblada de esta región, y una ciudad que forjó su lugar en la historia de México. Fue aquí donde Morelos firmó la primera constitución de México, en plena guerra de Independencia. La Casa de la Constitución atestigua este acontecimiento histórico, que se festeja el 22 de octubre.
Varios balnearios en Apatzingán y Taretan ofrecen un respiro al calor y son muy populares entre las familias de la región.
Para comer, prueben los tradicionales uchepos y corundas michoacanos, el aporreadillo y la morisqueta. La talabartería es una rama artesanal muy trabajada en esta región tradicionalmente agrícola.
A esta región pertenecen los municipios de: Apatzingán, Parácuaro, Huacana, Nuevo Urecho, Tepalcatepec, Buenavista y Churumuco de Morelos.

### Región Morelia

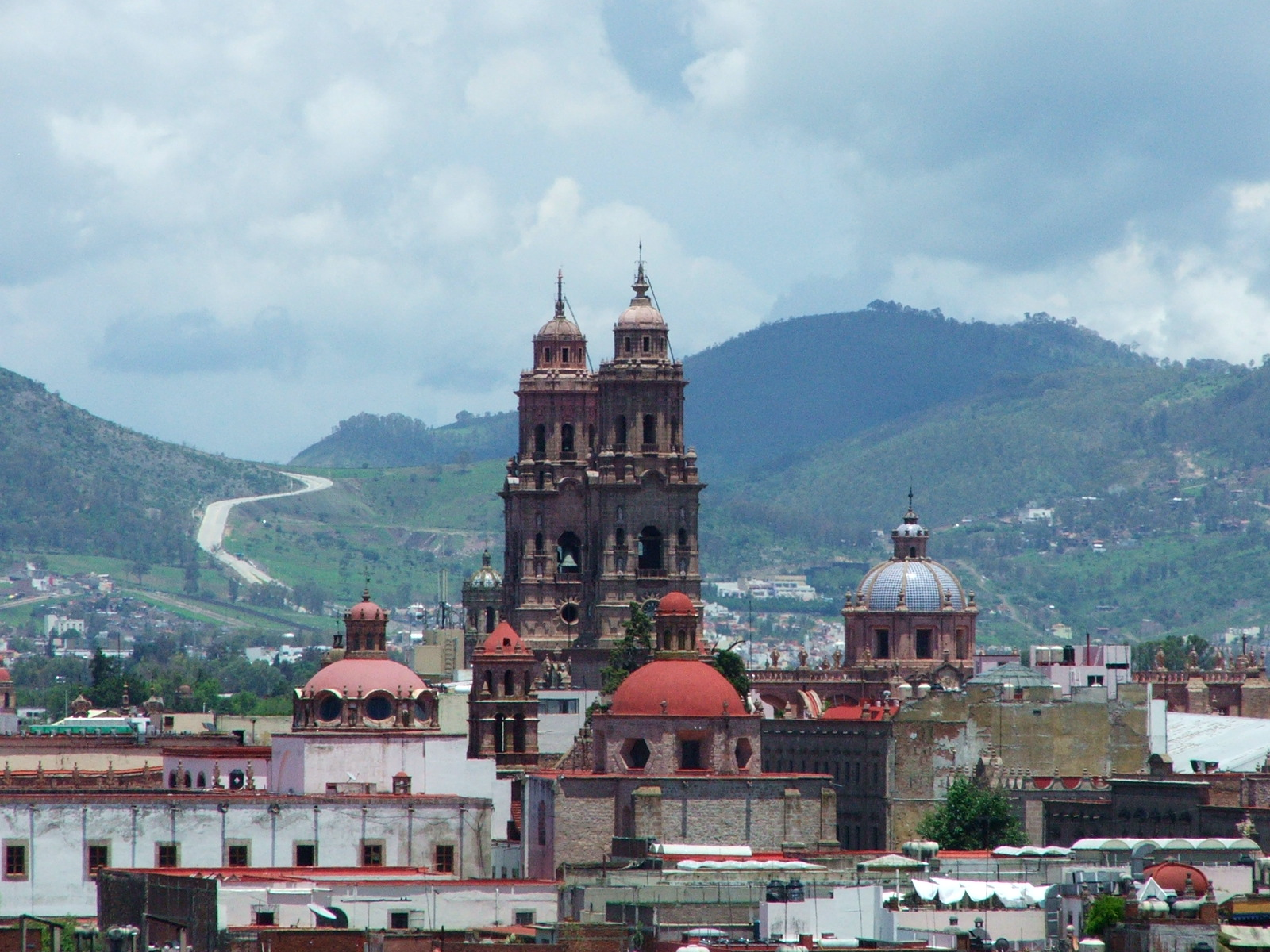
Vista de la Ciudad de Morelia.

Morelia es la capital del estado de Michoacán y su principal destino turístico. La antigua Valladolid fue durante el virreinato un importante centro de poder. Cuna de hombres ilustres destacados en la historia de México, fue más tarde escenario del surgimiento de la independencia. Su centro histórico, con más de mil 300 edificios perfectamente conservados, está declarado Patrimonio de la Humanidad. Destaca entre todos su imponente Catedral, y muestra de su poder político y religioso son los numerosos ex conventos (San Agustín, San Francisco, Las Rosas, El Carmen) e instituciones icónicas como el Colegio de San Nicolas Hidalgo. Morelia posee una gran tradición culinaria descendiente de la cocina conventual, como confitería, con los típicos ates morelianos. Prueba también los famosos gazpachos. 
A 34km de Morelia se extiende el Lago de Cuitzeo, el segundo más extenso de México.  A orillas del lago, el Pueblo Mágico de Cuitzeo, con el imponente ex convento agustino de Santa María Magdalena, fue la cabecera de la evangelización de la región. En Cuitzeo prueba los charales y el mole de guajolote. De las riberas del lago se extraen fibras vegetales para la confección de artesanías como cestos y petates.
Alrededor de este lago se asentaron pueblos indígenas, como muestran los vestigios arqueológicos encontrados a lo largo y ancho de la cuenca del lago, entre los que destacan La Nopalera y Tres Cerritos.
A esta región pertenecen los municipios de: Morelia, Cuitzeo, Huandacareo, Zinapécuaro, Zacapu, Tacámbaro, Charo, Indaparapeo, Álvaro Obregón, Copándaro, Puruándiro, Tarímbaro, Queréndaro y Santa Ana Maya. 

### Región Pátzcuaro o Lacustre

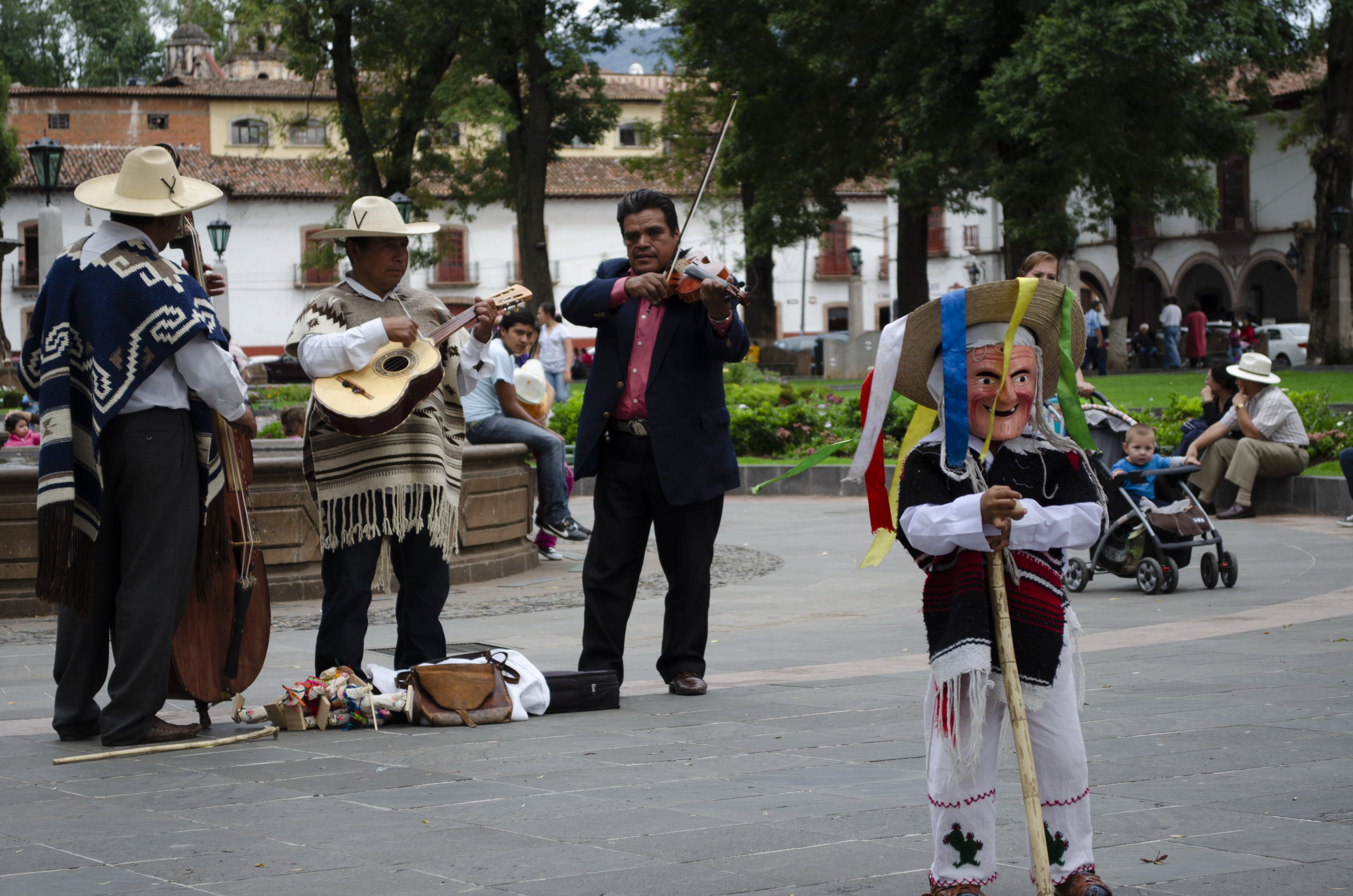
Danza de los viejitos en Pátzcuaro.

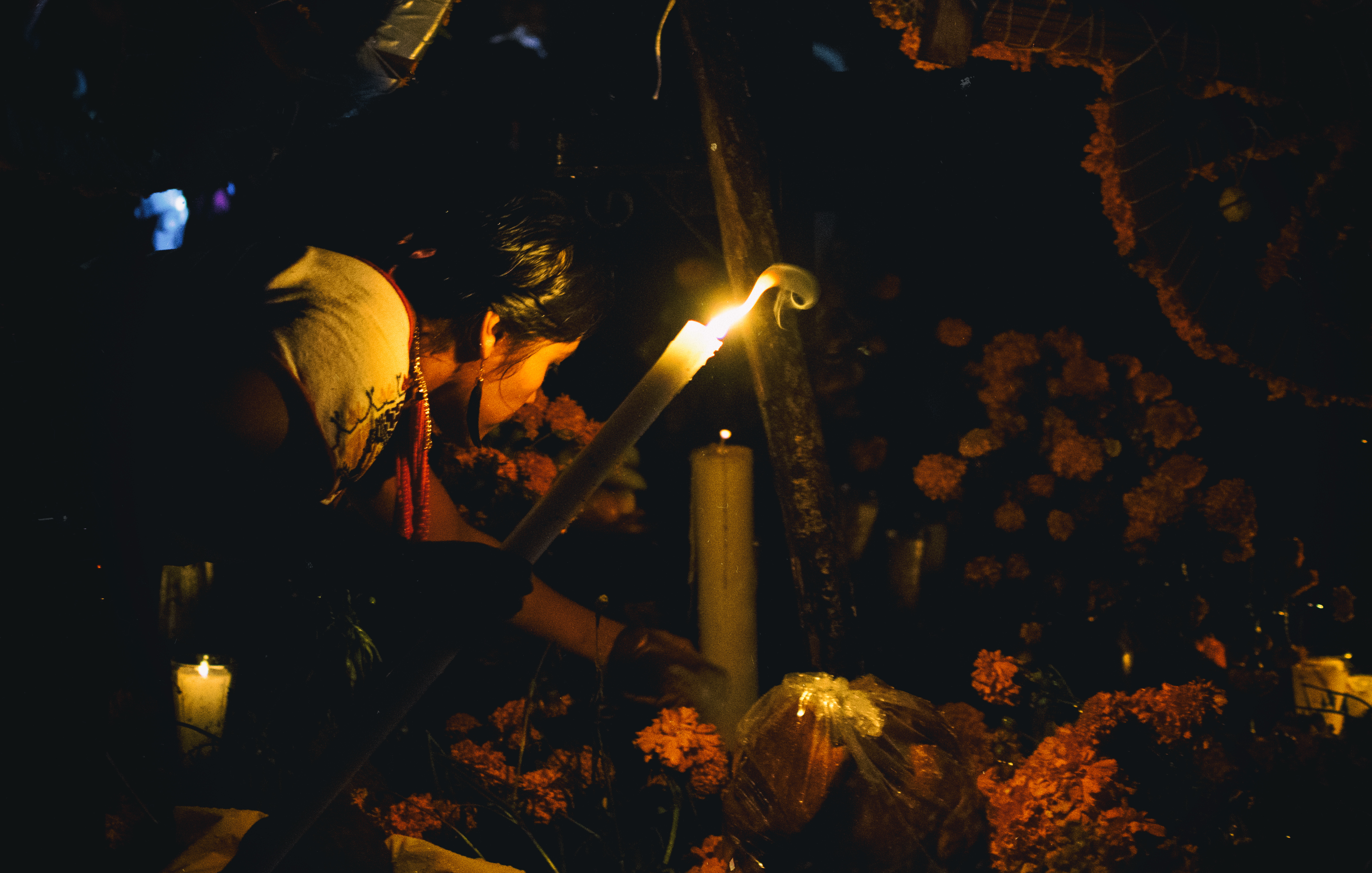
Noche de muertos en Tzintzuntzan.

El Lago de Pátzcuaro es uno de los lugares más emblemáticos de Michoacán. En sus orillas floreció la civilización purépecha, como muestran las Yácatas, en el Pueblo Mágico de Tzintzuntzan, y otros sitios arqueológicos como Ihuatzio. Tierra de pescadores y fértiles milpas, las comunidades de la ribera y de las islas mantienen sus costumbres y su identidad.
Es aquí donde la celebración de Noche de Muertos, declarada Patrimonio Oral e Intangible de la Humanidad, tiene mayor tradición.
El Pueblo Mágico de Pátzcuaro fue planeado por Don Vasco como lugar de encuentro y convivencia. Aquí fundó el primer obispo de Michoacán su diócesis y construyó la Catedral y el primigenio Colegio de San Nicolás. 
El sur de Pátzcuaro resulta igualmente interesante. Imprescindible la visita a Tupátaro, cuyo templo es una obra maestra del arte sacro. El Lago de Zirahuén es uno de los escenarios naturales más hermosos del estado. El Pueblo Mágico de Santa Clara del Cobre mantiene el encanto del pueblo artesano, y sus trabajos poseen gran reconocimiento. Continuando hacia el sur, ya en la frontera con la Tierra Caliente, el Pueblo Mágico de Tacámbaro sorprende por su carácter pintoresco y cálido.
El pescado es el protagonista de la cocina lacustre y se utiliza en guisos como el caldo michi. No dejes de probar los uchepos, las corundas o los tamales de ceniza.
También en esta región se trabajan las fibras vegetales como el tule y la chuspata. En Tócuaro se elaboran las máscaras utilizadas en celebraciones y danzas tradicionales. Y, por supuesto, el trabajo en cobre de Santa Clara.
A esta región pertenecen los municipios de: Pátzcuaro, Erongarícuaro, Quiroga, Tzintzuntzan, Salvador Escalante, Huiramba y Madero.

### Región Oriente o El País de la Monarca
El País de la Monarca es una región montañosa, con extensos bosques de oyameles y pinos, pueblos mineros, lagos y presas para la recreación y aguas termales para el bienestar. Un mundo de extraordinaria belleza natural y fascinante historia. 
Las sierras de la región País de la Monarca acogen cada año la increíble migración de la mariposa monarca. Los santuarios de Sierra Chincua y El Rosario se ubican dentro de la Reserva de la Biosfera de la Mariposa Monarca, declarada Patrimonio de la Humanidad.

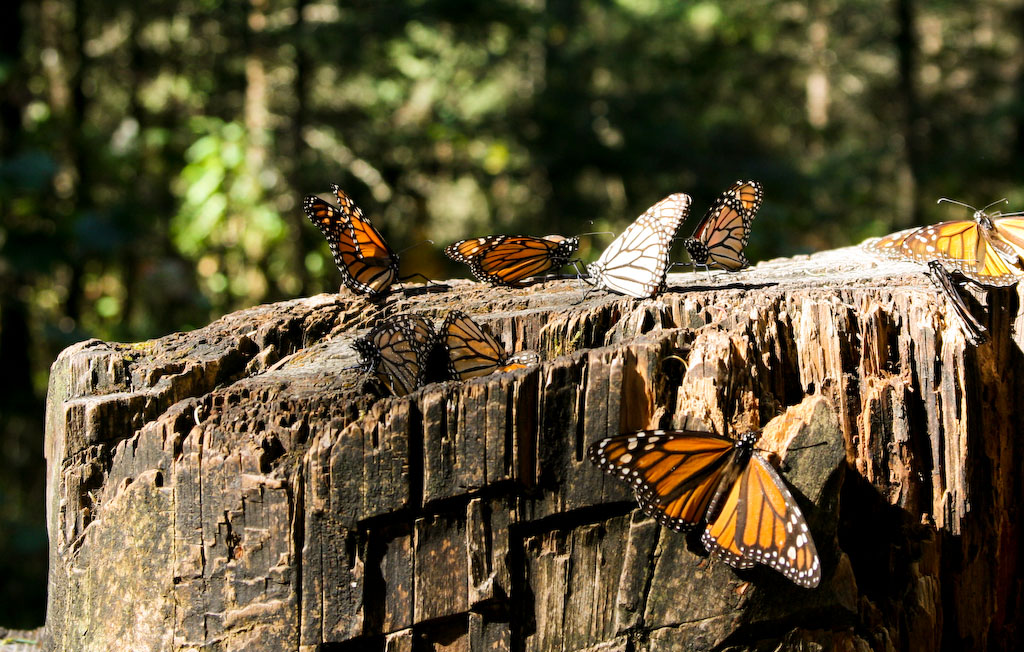
Santuario de la mariposa monarca.

Zitácuaro la Heroica vio nacer el primer gobierno de la independencia mexicana. Pero ya desde la época prehispánica esta región fue de gran importancia como atestigua la zona arqueológica de Zirahuato en San Felipe de los Alzati.
La Ruta de Pueblos Mágicos Mineros, que recorre Tlalpujahua, Angangueo y -en el Estado de México- El Oro celebra el pasado minero de estos pintorescos pueblos. El Pueblo Mágico de Tlalpujahua es el lugar perfecto para adentrarte en una antigua mina, y mantiene una gran tradición de fabricación de esferas navideñas. También minero fue el Pueblo Mágico de Angangueo, puerta a los santuarios de la monarca.
Quienes buscan aventura y disfrutar al aire libre encuentran en las múltiples presas de la región opciones para practicar la pesca, bicicleta de montaña, senderismo y todo tipo de deportes. Si buscas salud y bienestar dirígete a Los Azufres, con sus balnearios de aguas termales.
En la sierra se comen platillos como la barbacoa de borrego o los tradicionales moles, los tacos de cabeza, y las conservas de frutas.
A esta región pertenecen los municipios de: Angangueo, Hidalgo, Maravatío, Jungapeo, Tlalpujahua, Zitácuaro, Contepec, Tuxpan, Huetamo, Senguio y Ocampo.

### Región Uruapan

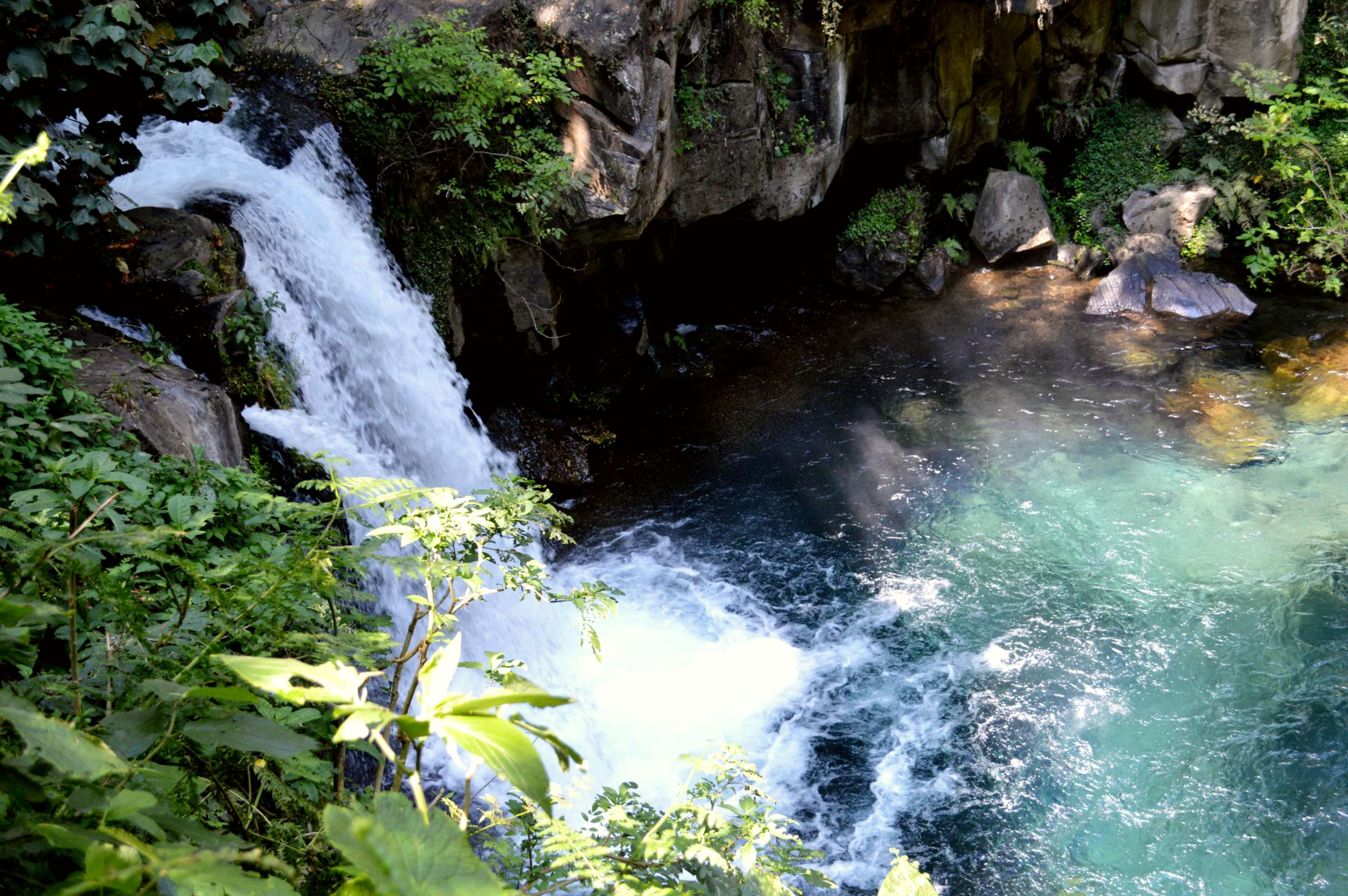
Parque Nacional Barranca de Cupatitzio.

Uruapan, segunda ciudad de Michoacán, capital del aguacate, lugar de clima privilegiado y centro turístico de la Meseta Purépecha. Ubicada en las orillas de la Barranca del Cupatitzio, el río que canta, en su huatápera falleció Don Vasco.
Del pasado prehispánico queda el sitio arqueológico de Tingambato. Pero es la cultura viva la que da color y sabor a esta tierra. En la Meseta Purépecha encontramos un rosario de cielos estrellados en Nurio, Cocucho, Zacán, Pomacuarán o Charapan. Tierra también de grandes artesanos: instrumentos musicales, cocuchas, rebozos y gabanes elaborados por manos pacientes. El Tianguis Artesanal de Domingo de Ramos es el más grande de América Latina. en él encontrarás más de un millón de piezas elaboradas a mano por los talentosos artesanos de esta tierra.
Las costumbres y tradiciones purépechas se mantienen vivas, y el Festival de la Raza Purépecha de Zacán supone una extraordinaria oportunidad de conocer estas manifestaciones culturales como la pirekua, la música tradicional purépecha, declarada Patrimonio de la Humanidad. También fue aquí, de la mano de las cocineras tradicionales de estas comunidades, donde la UNESCO encontró los ingredientes para declarar la cocina tradicional mexicana Patrimonio de la Humanidad. No dejes de probar las corundas, el churipo de res, la barbacoa y la enorme variedad de tamales.
En la región se producen rebozos, gabanes, alfarería y el muy detallista trabajo del maque.
A esta región pertenecen los municipios de: Uruapan, Ziracuaretiro, Paracho, Nuevo Parangaricutiro, Charapan, Tingambato, Los Reyes, Gabriel Zamora, Cherán, Taretan y Nahuatzen.

### Región Zamora

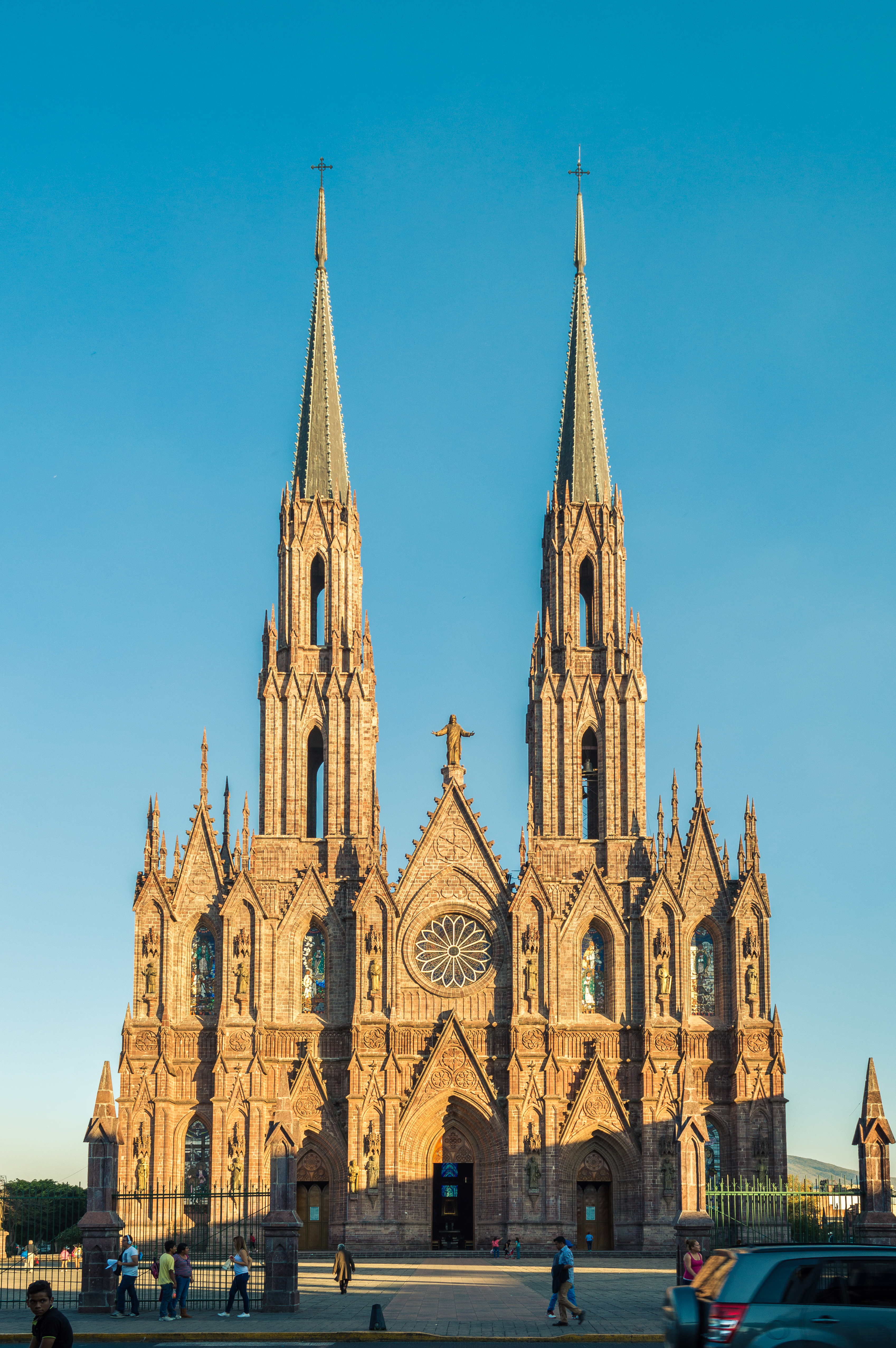
Santuario Guadalupano, Concatedral de Zamora

La región noroeste de Michoacán es sinónimo de fértiles tierras, lagos y montañas. Su capital es Zamora, una pequeña ciudad que alcanzó su esplendor durante el siglo XX, fruto del desarrollo económico y social. Una ciudad que brinda agradables paseos por el centro, desde la Catedral decimonónica hasta el Santuario de Guadalupe, un capricho gótico que, por la gran altura de sus torres, domina la perspectiva de la ciudad. 
De la ciudad a la naturaleza hay apenas pocos kilómetros. El lago de Camécuaro ofrece una tranquila escapada al aire libre, mientras que el Lago de Chapala —el mayor cuerpo de agua de México— recibe la migración de millones de pelícanos borregones cada invierno. En las sierras limítrofes con Jalisco se produce uno de los más populares quesos de México: el queso Cotija.
El Pueblo Mágico de Jiquilpan, con sus jacarandas, sus plazas animadas y sus cafés vespertinos, vio nacer a Lázaro Cárdenas. Aquí puedes seguir la huella del hombre que modernizó México.
El segundo Pueblo Mágico de Cotija, con sus tejados rojizos y su centro histórico con actividades nocturnas, vio nacer a San Rafael Guízar y Valencia, primer obispo mexicano en ser canonizado. Así mismo destaca las raíces de otros personajes ilustres como Mario Moreno “Cantinflas” y Felipe Arriaga. Aquí se puede disfrutar del reconocido Queso Cotija que se produce en sus sierras, así como pasear en lancha por su lago y hacer senderismo por sus montañas.
Los chongos zamoranos son famosos en todo Michoacán. Asimismo, son tradicionales los uchepos, las corundas y las carnitas.
En la región se producen las famosas piñas de Patamban, así como bordados, gabanes y rebozos.

## Regiones históricas

### Tierra Caliente
La Tierra Caliente Michoacana son las planicies bajas de las cuencas de los ríos Tepalcatepec y Balsas, ubicadas entre Eje Neovolcánico y la Sierra Madre del Sur. Regadas por ríos y manantiales, se caracterizan por altas temperaturas, escasez de lluvias y gran biodiversidad.
Abarca desde el municipio de Tepalcatepec con límites de Jalisco hasta San Lucas en los límites con el Estado de Guerrero. Forma parte de la macrorregión interestatal de Tierra Caliente, situada entre los estados de Michoacán, Estado de México y Guerrero.